# رابطة مكافحة القناع في سان فرانسيسكو
رابطة مكافحة القناع في سان فرانسيسكو كانت رابطة مكافحة القناع في سان فرانسيسكو منظمة شُكلت للاحتجاج على مطالبة الناس في سان فرانسيسكو، كاليفورنيا، بارتداء أقنعة خلال جائحة الإنفلونزا عام 1918م.

## الخلفية
بدأت حالات الإصابة بالأنفلونزا الإسبانية في الظهور في سان فرانسيسكو خلال خريف عام 1918م. وكانت أول حالة سُجلت في أواخر سبتمبر. بحلول منتصف أكتوبر، كان لدى المدينة أكثر من 2000 حالة. قام مجلس الصحة في المدينة بسن تدابير مختلفة لمحاولة كبح المرض، مثل حظر التجمعات، وإغلاق المدارس والمسارح، وتحذير المواطنين لتجنب الازدحام. كانت المهن التي تخدم العملاء (الحلاقون، موظفو فنادق وبيوت الضيافة، موظفو البنوك، تجار المخدرات، كتبة المتاجر، وأي شخص آخر يخدم العامة) مطلوبة لارتداء الأقنعة. ثم في 25 أكتوبر، أصدرت المدينة قانوناً ينص على أنه " سيُطلب من كل مقيم وزائر في سان فرانسيسكو ارتداء قناع أثناء وجوده في الأماكن العامة أو عندما يكون في مجموعة من شخصين أو أكثر، باستثناء وقت تناول الطعام. كان الامتثال الأولي لمرسوم القناع مرتفعاً حيث يقدر أن 4 من كل 5 أشخاص يرتدون الأقنعة في الأماكن العامة. باع الصليب الأحمر أقنعة في المحطة للأشخاص الذين يصلون عن بالعبارة. والأشخاص الذين فشلوا في ارتداء قناع أو ارتدوا بشكل غير صحيح اتهموا «بزعزعة السلام» ثم حُذرو أو غُرمو أو سُجنو. دفع ضابط الصحة في المدينة والعمدة غرامات لعدم ارتداء أقنعة في مباراة ملاكمة. اُلغي مرسوم الأقنعة اعتباراً من 21 نوفمبر. ومع ذلك، بدأت حالات الإنفلونزا في الزيادة مرة أخرى. بدأ قانون أقنعة التكليف الجديد حيز التنفيذ في 17 يناير 1919.

## تشكيل الرابطة
على الرغم من وجود بعض الشكاوى من المواطنين خلال الفترة الأولى من ارتداء القناع، إلا أن المرسوم الجديد في عام 1919 أثار حفز معارضة أكثر جدية وشُكلت رابطة مكافحة القناع. ضم أعضاء الرابطة أطباء ومواطنين ومدنيون وعضو واحد على الأقل من مجلس المشرفين. حضر ما يقدر بـ 4000-5000 مواطن الاجتماع في 25 يناير. أراد بعض أعضاء الجامعة جمع التوقيعات على عريضة لإنهاء متطلبات القناع، بينما أراد آخرون بدء إجراءات استدعاء لضابط الصحة للمدينة. كان النقاش ساخنا. استندت بعض الاعتراضات على المرسوم إلى مسائل البيانات العلمية في حين اعتبر البعض الآخر شرط التعدي على الحريات المدنية. بالإضافة إلى الشكاوى من رابطة مكافحة القناع، أكد بعض المسؤولين الصحيين من مدن أخرى أيضًا أن الأقنعة ليست ضرورية. انتقد مسؤول الصحة في مدينة سان فرانسيسكو سكرتير مجلس الصحة بالولاية لاستجوابه حول فعالية الأقنعة، قائلاً «إن موقف مجلس الدولة يشجع رابطة مكافحة القناع». في 27 يناير، قدم الدوري عريضة، وقعتها السيدة إيما ماريا هارينجتون كرئيسة، إلى مجلس المشرفين بالمدينة، طالبة إلغاء قانون القناع. أخذت الصحف في جميع أنحاء العالم علما بالمنظمة الاحتجاجية. رفعت سان فرانسيسكو شرط القناع اعتبارًا من 1 فبراير 1919، بناءً على توصية مجلس الصحة.